# Hassi Bahbah
Hassi Bahbah è un comune dell'Algeria, situato nella provincia di Djelfa.